# Protozantaena labrata
Protozantaena labrata är en skalbaggsart som beskrevs av Perkins 1997. Protozantaena labrata ingår i släktet Protozantaena och familjen vattenbrynsbaggar. Inga underarter finns listade i Catalogue of Life.